# Syntherata disjuncta
Syntherata disjuncta är en fjärilsart som beskrevs av Walker 1865. Syntherata disjuncta ingår i släktet Syntherata och familjen påfågelsspinnare. Inga underarter finns listade i Catalogue of Life.